# La signora dalle due pistole
La signora dalle due pistole (Two-Gun Lady) è un film del 1955 diretto da Richard Bartlett.
È un western statunitense con Peggie Castle, William Talman e Marie Windsor.

## Produzione
Il film fu diretto e prodotto da Richard Bartlett su una sceneggiatura di Norman Jolley e un soggetto dello stesso Jolley e di Bartlett per la L&B Productions e girato dal 1º agosto 1955. Il titolo di lavorazione fu Six Gun Lady.

## Distribuzione
Il film fu distribuito con il titolo Two-Gun Lady negli Stati Uniti dal 15 ottobre 1955 al cinema dalla Associated Film Releasing Corporation.
Altre distribuzioni:
- in Finlandia il 18 novembre 1960 (Koston käsi)
- in Belgio (La femme aux deux revolvers)
- in Italia (La signora dalle due pistole)

## Promozione
Tra le tagline:
- A Six-Shootin' She Devil Who Drove the West Wild!
- ALONG THE TRAILS BLAZED BY THE GIANTS OF ADVENTURE COMES -- TWO-GUN LADY
- A fast-shooting deputy marshal whose two guns were law!